# Constante (emperador)
Flavio Julio Constante (en latín: Flavius Iulius Constans; 323-enero de 350) fue emperador romano sobre las provincias occidentales entre los años 337 y 350. Era hijo de Constantino I el Grande y su segunda esposa, Fausta, y gobernó con sus hermanos Constantino II (en Galia, hasta 340) y Constancio II (en Oriente).

## Carrera
Constante era el tercer y más joven hijo de Constantino I el Grande y Fausta, su segunda esposa. A partir del 337 gobernó el imperio mediante un pacto con sus hermanos Constancio y Constantino. Originalmente le fue asignado el gobierno de las prefecturas pretorianas de Italia y África. Como Constante no estaba satisfecho con el reparto, se reunió con sus hermanos en Viminacium en 338 para revisar los límites, y obtuvo también la prefectura de Iliria y la diócesis de Tracia. Tampoco estaba contento Constantino II, así que intentó aprovecharse de la juventud e inexperiencia de Constante e invadió Italia en 340. Sin embargo, Constante derrotó a Constantino II en Aquilea, donde Constantino murió, y recibió en herencia los territorios de su hermano, Hispania, Britania y Galia.
Tras la muerte de su hermano, condujo una campaña victoriosa contra los francos entre 341 y 342. El escritor Julio Fírmico Materno mencionó que Constante visitó Gran Bretaña en los primeros meses de 343, pero no explicó el porqué. La rapidez de su viaje, junto con el hecho de que cruzara el canal de la Mancha durante los meses peligrosos del invierno, sugiere que fue en respuesta a una emergencia militar, algunos historiadores sugieren que para repeler un ataque de los pictos o los escotos.
En 350, el general Magnencio se declaró emperador con la ayuda de las tropas de la frontera del Rin, y más adelante de toda la parte occidental del Imperio romano. Constante careció de cualquier ayuda más allá de su propio círculo, y fue forzado a huir para salvar su vida. Los partidarios de Magnencio lo arrinconaron en una fortaleza en el sudeste de la Galia, donde lo mataron.

## Política religiosa
La mayor parte de los miembros de la dinastía de Constantino estuvieron interesados de alguna manera en la religión. Constante promulgó un decreto que prohibía sacrificios paganos en 341. En el conflicto entre los cristianos ortodoxos y los arrianos, Constante apoyó a los primeros, mientras que su hermano Constancio II apoyó a los últimos. Constante incluso llamó al concilio de Sárdica al ortodoxo Atanasio de Alejandría y al arriano Pablo de Constantinopla. 

### Lucha contra el paganismo y el donatismo
Al igual que su padre, fue muy decidido en defender y propagar el cristianismo y sus ideas. En 341, promulga (o renueva) la prohibición de los sacrificios paganos y la práctica de la magia, aunque esta ley lleva solo el nombre de Constante. Esta prohibición se repite en 346 con su otro hermano, Constancio II. Por lo tanto, se aplica en todo el imperio. En 342, se alienta el cierre, pero no la destrucción de algunos templos paganos abandonados.
Es también el primer emperador en promulgar una ley contra la homosexualidad (ver Código de Teodosio, IX, 7, 3), castigando con la muerte «al hombre que se acopla como si fuera una mujer» (cum vir nubit in feminam viris porrecturam). Las leyes de Constante, él mismo homosexual, apuntan a los que la practican de modo pasivo, sumiso, ya que en el contexto de la sociedad romana, las relaciones no se ordenan entre homosexualidad y heterosexualidad, sino entre dominación y sumisión, considerando a ésta indigna de los hombres libres.
Constante se opone también, a lo largo de su reinado, a los cristianos adeptos al donatismo, particularmente activo en África, y  consigue varios éxitos militares contra el bandolerismo que se había desarrollado en la provincia.

### La herejía arriana
A ello siguió una relación muy tensa entre los dos emperadores. Todas estas diferencias no les hacen llegar a la guerra. En 346, sin embargo, se llevan bien y se comprometen a dirigir toda su tierra como lo deseen. Esto significa que están de acuerdo para llevar a cada uno su política religiosa sin que el otro no vea nada malo.
Sin embargo, se opuso a su hermano Constancio II en cuanto a cómo lidiar con el arrianismo, una doctrina condenada como herejía en el Concilio de Nicea I en el 325. Constante se muestra como firme defensor de la ortodoxia y el credo de Nicea, mientras que Constancio II promueve, como hizo su padre Constantino I al final de sus días, la causa arriana. Constante lleva a cabo una activa persecución contra los arrianos y apoya a los niceanos disidentes en el Oriente, como el patriarca Atanasio de Alejandría.
El vértice de este conflicto se lleva a cabo durante la controversia para controlar la sede episcopal de Alejandría. El patriarca Atanasio había sido condenado y expulsado de su puesto después de los concilios de Tiro en 335 y Antioquía en 341, donde los arrianos, defendidos por Constancio II, eran mayoritarios. Atanasio apeló al papa Julio I, quien, con el firme sostén de Constante, apela a la celebración de un concilio. Reunido en Serdica en 342, da la razón a Atanasio, que es reinstalado en sus funciones, y vuelto a Alejandría, en contra de los deseos de Constancio II.
A ello sigue una relación muy tensa entre los dos emperadores, y todas estas diferencias están a punto de llevarles a la guerra. En 346, sin embargo, se ponen de acuerdo y se comprometen a dirigir su propio territorio como consideren oportuno. Esto significa que cada uno de ellos llevará a cabo su política religiosa sin que el otro se inmiscuya.
| Predecesor: Constantino I                      | Emperador romano 337 - 350 con Constantino II (337-340) y Constancio II (337-361)                       | Sucesor: Constancio II                                   |
| Predecesor: Constantino II y Crispo            | César romano 333 - 337 con Constantino II (317-337), Constancio II (324-337) y Dalmacio César (335-337) | Sucesor: Vetranión en 350                                |
| Predecesor: Flavio Urso Flavio Polemio         | Cónsul del Imperio romano junto con Constancio II 339                                                   | Sucesor: Septimio Acindino L. Aradio Valerio Próculo     |
| Predecesor: Antonio Marcelino Petronio Probino | Cónsul del Imperio romano junto con Constancio II 342                                                   | Sucesor: M. M. M. Furio Baburio Ceciliano Plácido Rómulo |
| Predecesor: Flavio Amancio Marco Numio Albino  | Cónsul del Imperio romano junto con Constancio II 346                                                   | Sucesor: Vulcacio Rufino Flavio Eusebio                  |